# 肯特·傑克遜
肯特·菲利普斯·傑克遜（Kent Phillips Jackson，1949年－）是一位美國學者，曾任楊百翰大學（BYU）古代經文教授。

## 早期生活和教育
肯特·傑克遜於1949年8月9日出生於美國猶他州鹽湖城。他在楊百翰大學(BYU)獲得古代研究學士學位。肯特·傑克遜擁有密西根大學近東研究碩士學位和博士學位。

## 職業
肯特·傑克遜於1980年至2017年6月在楊百翰大學擔任宗教學教授，教授古代經文課程。他教授的課程包括《舊約聖經》、《新約聖經》和《無價珍珠》。他對聖經與耶穌基督後期聖徒教會的信仰和實踐之間的共同點很感興趣。他還對中東有所關注。
肯特·傑克遜是楊百翰大學宗教教育學院副院長。他還是楊百翰大學耶路撒冷近東研究中心的副主任。他是楊百翰大學大衛·M·甘迺迪國際研究中心近東研究的主席。肯特·傑克遜是聖經文學協會和美國宗教學院的地區主席。
他是許多出版物的作者和編輯。他編輯的著作包括《復興的見證人》和《約瑟·斯密，先知和先見》。